# Kapela sv. Tri kralja s grobljem (Vrbovec)
Kapela sv. Tri kralja s grobljem u Vrbovcu, rimokatolička građevina u mjestu i općini Vrbovec, zaštićeno kulturno dobro.

## Opis dobra
Barokna grobljanska kapela čija je gradnja datirana u 1713. godinu rijedak je primjer trikonhalne građevine. Jednobrodna je, a križni tlocrt proizlazi iz polukružnih bočnih kapela smještenih s obje strane broda zaključenog polukružnim svetištem, uz koje je sakristija. Na glavnom pročelju je zvonik. Kapela je u cijelosti svođena i ima djelomično sačuvan barokni inventar.Od nadgrobnih spomenika na prostoru groblja ističe se mauzolej obitelji d’Havlin et de Piennes, sagrađen prema projektu Viktora Kovačića 1911. godine.

## Zaštita
Pod oznakom Z-2890 zavedena je kao nepokretno kulturno dobro - pojedinačno, pravna statusa zaštićena kulturnog dobra, klasificirano kao "sakralna graditeljska baština".